# Наконечный, Александр Емельянович
Алекса́ндр Емелья́нович Наконе́чный (23 апреля (5 мая) 1887 — ???) — военный лётчик, подпоручик Русской императорской армии, затем сотник армии Украинской народной республики, герой Первой мировой войны, — Георгиевский кавалер (1917).

## Биография
Уроженец Херсонской губернии, православного вероисповедания, сын коллежского асессора.
Окончил Одесское 6-ти классное городское училище и почтово-телеграфные курсы при нём, получил квалификацию механика. Служил в почтово-телеграфном ведомстве, к 1914 году имел чин коллежского регистратора.
Участник Первой мировой войны. 
В конце 1914 года как ополченец 1-го разряда был мобилизован в армию и с 25 декабря 1914 года в звании рядового служил в 1-м запасном телеграфном батальоне инженерных войск (г. Москва). 3 марта 1915 года повышен в звании до младшего унтер-офицера, а 28 июня того же года Высочайшим Приказом произведён в прапорщики инженерных войск.
Командирован в Школу авиации военного времени Императорского Московского общества воздухоплавания, которую окончил 2 октября 1915 года, сдав 29 сентября экзамен на звание «лётчик», и 7 октября 1915 года получил назначение в 13-й корпусной авиационный отряд (13-й КАО).
С 7 декабря 1915 года — в Действующей армии. 30 января 1916 года командирован в Севастопольскую военную авиационную школу для обучения управлению самолётами системы «Voisin». 5 мая 1916 года получил звание «военный лётчик», 29 мая окончил обучение и вернулся в 13-й КАО, входивший в состав 5-го авиационного дивизиона 5-й Армии. Был на должности начальника команды (экипажа), выполнял воздушную разведку, бомбометание, участвовал в воздушных боях.
19 апреля 1917 года произведён в подпоручики. С апреля по июнь 1917 года обучался в Севастопольской военной авиационной школе полётам на аппаратах истребительного типа. 18 октября того же года командирован в техническую комиссию Управления воздушного флота.
Служба в украинской армии.
 После распада Российской империи поступил на службу в создаваемую украинскую армию. С 16 декабря 1917 года — командир 1-го Украинского добровольческого авиационного отряда войск Центральной Рады, сформированном в Киеве при 5-м авиационном парке бывшей Русской императорской армии.
С 16.04.1918 по 27.08.1918 — начальник отдела авиации армии Украинской народной республики (УНР) (затем армии Украинской державы); хорунжий.
С 25.12.1918 — инспектор авиации армии Директории УНР. С июня 1919 — начальник Военно-авиационной школы армии УНР; сотник.
В июле 1919 — назначен командиром 4-го авиационного отряда армии УНР (г. Каменец-Подольский). С 16.08.1919 — инспектор авиации Действующей армии УНР и Галицкой армии, 01.11.1919 освобождён от должности инспектора авиации и возвращён на прежнюю должность командира 4-го авиационного отряда.
Дальнейшая судьба после 1919 года неизвестна.

## Награды
Александр Емельянович Наконечный был пожалован орденами:
- Святой Анны 4-й степени с надписью «За храбрость» (приказ по 5-й армии № 886 от 5 сентября 1916)
- Святого Георгия 4-й степени (приказ по армии и флоту от 29 мая 1917[3])
— «за то, что, будучи в чине прапорщика, 26-го ноября 1916 г., получив задачу бомбардировать стан. Еловка, во время полета вступил в бой с тремя неприятельскими аэропланами, в результате которого сбил биплан „Фоккер“, и заставил удалиться от места боя два неприятельских „Альбатроса“; затем, продолжая полет на поврежденном аэроплане, бомбардировал стан. Еловка, чем доблестно и самоотверженно выполнил возложенную на него задачу»